# براندون رابی
براندون رابی (انگلیسی: Brandon Chebby؛ زادهٔ ۲۲ ژوئیهٔ ۲۰۰۰) بازیکن فوتبال است.
وی همچنین در تیم ملی فوتبال بوروندی بازی کرده‌است.